# Myrcia abrantea
Myrcia abrantea là một loài thực vật có hoa trong Họ Đào kim nương. Loài này được (O.Berg) E.Lucas & Sobral mô tả khoa học đầu tiên năm 2010.